# Limousine Life
Limousine Life er en amerikansk stumfilm fra 1918 af John Francis Dillon.

## Medvirkende
- Olive Thomas - Minnie Wills
- Lee Phelps - Moncure Kelts
- Joseph Bennett - Jed Bronson
- Lillian West - Gertrude Muldane
- Virginia Foltz - Wilkins